# DDR-Eishockeymeisterschaft 1977/78
Die DDR-Eishockey-Meisterschaft 1977/78 bescherte dem SC Dynamo Berlin einen ungefährdeten Titel-Hattrick und den sechsten Triumph insgesamt. In einer einseitigen Oberliga-Runde dominierten die Hauptstädter den Rivalen aus Weißwasser fast nach Belieben und entschieden so bereits zur Mitte der auf zehn Partien angesetzten Serie die Meisterschaft. Den Lausitzern wiederum gelang kein einziger Sieg, was bis dato seit Einführung dieses Turnierformats in der Saison 1970/71 einmalig war.
Mit Monsator Berlin feierte ein weiteres Team aus der Hauptstadt einen Titel-Hattrick. Mittlerweile seit vier Spielzeiten in der DDR-Bestenermittlung unbesiegt, hielt sich die aus ehemaligen Kaderspielern des SC Dynamo bestehende Mannschaft auch diesmal schadlos und gewann unangefochten vor dem wiedererstarkten Dauerrivalen aus Crimmitschau.

## Meistermannschaft
| SC Dynamo Berlin | Wolfgang Kraske, Egon Schmeißer – Dieter Frenzel, Dietmar Peters, Reinhardt Fengler, Jürgen Geisert, Heinz Pöhland, Joachim Lempio, Klaus Schröder, Harald Kuhnke, Rainer Patschinski, Joachim Stasche, Gerhard Müller, Jürgen Breitschuh, Friedhelm Bögelsack, Roland Peters, Frank Proske, Wolfgang Unterdörfel, Jürgen Weinert, Wolfgang Beuthner, Detlef Radant – Trainer: Joachim Ziesche, Hartmut Nickel |

## Oberliga
| Pl. | Verein               | Sp. | S | U | N | Tore  | Punkte |
| --- | -------------------- | --- | - | - | - | ----- | ------ |
| 1.  | SC Dynamo Berlin (M) | 10  | 7 | 3 | – | 47:30 | 17     |
| 2.  | SG Dynamo Weißwasser | 10  | – | 3 | 7 | 30:47 | 03     |

|     | DDR-Meister      |
| (M) | Titelverteidiger |

| Spielansetzungen | Spielansetzungen     | Spielansetzungen     | Spielansetzungen | Spielansetzungen | Zwischenstände | Zwischenstände | Zwischenstände |
| Spiel            | Heimteam             | Gästeteam            | Ergebnis         |                  | Punkte (Tore)  | Punkte (Tore)  | Punkte (Tore)  |
| Spiel            | Heimteam             | Gästeteam            | Ergebnis         | Weißwasser       |                | Berlin         |                |
| 1                | SG Dynamo Weißwasser | SC Dynamo Berlin     | 50:06            |                  | 0(5)           | :              | 20(6)          |
| 2                | SG Dynamo Weißwasser | SC Dynamo Berlin     | 40:06            |                  | 0(9)           | :              | 40(12)         |
| 3                | SC Dynamo Berlin     | SG Dynamo Weißwasser | 70:03            |                  | 0(12)          | :              | 60(19)         |
| 4                | SC Dynamo Berlin     | SG Dynamo Weißwasser | 60:02            |                  | 0(14)          | :              | 80(25)         |
| 5                | SG Dynamo Weißwasser | SC Dynamo Berlin     | 0:0              |                  | 10(14)         | :              | 90(25)         |
| 6                | SC Dynamo Berlin     | SG Dynamo Weißwasser | 50:04            |                  | 10(18)         | :              | 110(30)        |
| 7                | SC Dynamo Berlin     | SG Dynamo Weißwasser | 40:02            |                  | 10(20)         | :              | 130(34)        |
| 8                | SG Dynamo Weißwasser | SC Dynamo Berlin     | 30:03            |                  | 20(23)         | :              | 140(37)        |
| 9                | SG Dynamo Weißwasser | SC Dynamo Berlin     | 40:04            |                  | 30(27)         | :              | 150(41)        |
| 10               | SC Dynamo Berlin     | SG Dynamo Weißwasser | 60:03            |                  | 30(30)         | :              | 150(47)        |

| Meisterschaft entschieden |

## DDR-Bestenermittlung
Das Endrundenturnier der A-Gruppe wurde im März 1978 in Rostock ausgetragen. Die B-Gruppe hatte bereits im Januar in Crimmitschau ihre Turnierrunde absolviert.

### Sieger
BSG Monsator Berlin

### A-Gruppe
Ergebnisse sind nicht bekannt.
| Pl. | Verein                       | Sp. | S | U | N | Tore  | Punkte |
| --- | ---------------------------- | --- | - | - | - | ----- | ------ |
| 1.  | BSG Monsator Berlin (M)      | 3   | 3 | – | – | 18:07 | 06:0   |
| 2.  | BSG Einheit Crimmitschau (N) | 3   | 2 | – | 1 | 20:08 | 04:02  |
| 3.  | BSG Motor Bad Muskau         | 3   | 1 | – | 2 | 18:23 | 02:04  |
| 4.  | BSG Chemie 70 Rostock        | 3   | – | – | 3 | 06:24 | 00:06  |

|     | Sieger der DDR-Bestenermittlung |
|     | Abstieg in die B-Gruppe         |
| (M) | Titelverteidiger                |
| (N) | Neuling                         |

### B-Gruppe
| Pl. | Verein                      | Sp. | S | U | N | Tore  | Punkte |
| --- | --------------------------- | --- | - | - | - | ----- | ------ |
| 1.  | BSG Motor Optima Erfurt (A) | 3   | 3 | – | – | 33:07 | 06:0   |
| 2.  | BSG Aufbau Halle            | 3   | 2 | – | 1 | 14:15 | 04:02  |
| 3.  | SG Dynamo Klingenthal       | 3   | 1 | – | 2 | 11:13 | 02:04  |
| 4.  | BSG Chemie Leuna            | 3   | – | – | 3 | 09:35 | 00:06  |

|     | Für die A-Gruppe qualifiziert                  |
|     | Relegation gegen Sieger d. Bezirksausscheidung |
| (A) | A-Gruppen-Absteiger                            |

## Relegation (DDR-Bestenermittlung – Bezirksliga)
Die Relegation wurde erst in der nächsten Saison in Crimmitschau im Rahmen der A-Gruppen-Bestenermittlung 1979 ausgetragen.
| BSG Chemie Leuna                   | – | BSG Fortschritt Hohenstein-Ernstthal       | 6:4 |
| (Letzter d. B-Gruppe/B.ermittlung) |   | (Sieger d. Ausscheidung d. Bezirksmeister) |     |

Die BSG Chemie Leuna durfte somit auch 1979 in der B-Gruppe der DDR-Bestenermittlung starten, die vier Wochen nach dieser Relegation begann. Der unterlegene Bezirksligist BSG Fortschritt Hohenstein-Ernstthal erhielt 14 Tage später – allerdings ohne Wertung – ebenfalls die Starterlaubnis für die Bestenermittlung, nachdem die BSG Chemie 70 Rostock kurzfristig abgesagt hatte.

## Bezirksausscheidung
Die Ausscheidungsspiele zwischen den Bezirksmeistern entfielen, da nur im Bezirk Karl-Marx-Stadt Meisterschaften stattgefunden hatten. Da der dortige Sieger SG Dynamo Klingenthal bereits in der Bestenermittlung spielte und der Meisterschaftszweite BSG Aufbau Schönheide verzichtete, nahm der Drittplatzierte aus Hohenstein-Ernstthal an der Relegation teil.